# Nati nel 1257
| Questa pagina contiene informazioni ricavate automaticamente dalle voci biografiche con l'ausilio del template Bio e di un bot. L'aggiornamento è periodico e automatico e ricostruisce completamente la pagina. Se manca una persona in questa lista, sei pregato di non aggiungerla, ma accertati piuttosto che la sua voce biografica contenga il template Bio e che i dati anagrafici siano correttamente compilati. Se il template Bio manca, inseriscilo tu stesso o, in alternativa, metti l'avviso {{tmp\|Bio}} che ne segnala la mancanza. Se i dati riportati sono sbagliati, correggi direttamente la voce biografica; le modifiche saranno visibili in questa lista entro pochi giorni. Per chiarimenti vedi il progetto biografie. La lista contiene solo le 8 persone che sono citate nell'enciclopedia e per le quali è stato implementato correttamente il template Bio. Pagina aggiornata al 10 ago 2025. |

- 15 agosto - Muhammad III di Granada, sultano († 1314)
- 14 ottobre - Przemysł II di Polonia, nobile polacco († 1296)
- Agnese di Brandeburgo, regina danese († 1304)
- Agnese d'Asburgo, nobildonna tedesca († 1322)
- Beatrice di Borgogna-Borbone, nobile francese († 1310)
- Federico I di Meißen, nobile († 1323)
- Maria d'Ungheria, sovrana († 1323)
- Pietro d'Ayerbe, nobile, politico e militare spagnolo († 1318)